# Năng lượng Mặt Trời

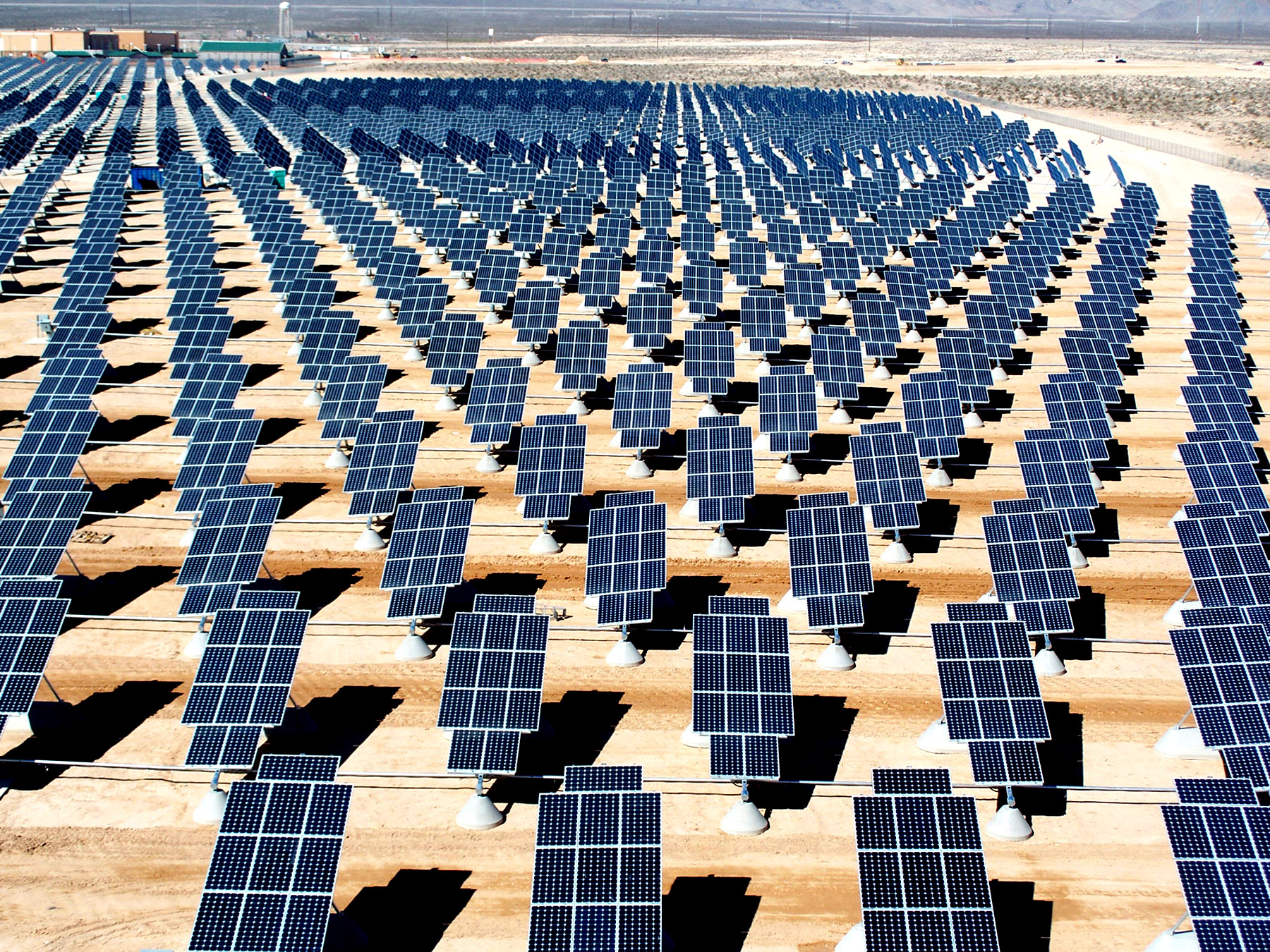
Nhà máy điện mặt trời Nellis ở Hoa Kỳ, một trong những nhà máy quang điện lớn nhất ở Bắc Mỹ.

Năng lượng Mặt Trời, bức xạ ánh sáng và nhiệt từ Mặt Trời, đã được khai thác bởi con người từ thời cổ đại. Bức xạ Mặt Trời, cùng với tài nguyên thứ cấp của năng lượng mặt trời như sức gió và sức sóng, sức nước và sinh khối, làm thành hầu hết năng lượng tái tạo có sẵn trên Trái Đất. Chỉ có một phần rất nhỏ của năng lượng mặt trời có sẵn được sử dụng.
Điện mặt trời nghĩa là phát điện dựa trên động cơ nhiệt và pin quang điện. Sử dụng năng lượng mặt trời chỉ bị giới hạn bởi sự khéo léo của con người. Một phần danh sách các ứng dụng năng lượng mặt trời sưởi ấm không gian và làm mát thông qua kiến trúc năng lượng mặt trời, qua chưng cất nước uống và khử trùng, chiếu sáng bằng ánh sáng ban ngày, nước nóng năng lượng mặt trời, nấu ăn năng lượng mặt trời, và quá trình nhiệt độ cao nhiệt cho công nghiệp purposes. Để thu năng lượng mặt trời, cách phổ biến nhất là sử dụng tấm năng lượng mặt trời.
Công nghệ năng lượng Mặt Trời được mô tả rộng rãi như là hoặc năng lượng mặt trời thụ động hoặc năng lượng mặt trời chủ động tùy thuộc vào cách chúng nắm bắt, chuyển đổi và phân phối năng lượng mặt trời. Kỹ thuật năng lượng mặt trời hoạt động bao gồm việc sử dụng các tấm quang điện và năng lượng mặt trời nhiệt thu để khai thác năng lượng. Kỹ thuật năng lượng mặt trời thụ động bao gồm các định hướng một tòa nhà về phía Mặt trời, lựa chọn vật liệu có khối lượng nhiệt thuận lợi hoặc tài sản ánh sáng phân tán, và thiết kế không gian lưu thông không khí tự nhiên..

## Năng lượng từ mặt trời

Khoảng một nửa số năng lượng mặt trời đến đạt đến bề mặt của Trái Đất.

Trái Đất nhận được 174 petawatts (PW) của bức xạ mặt trời đến (sự phơi nắng) ở phía trên không khí. Khoảng 30% được phản xạ trở lại không gian trong khi phần còn lại được hấp thụ bởi các đám mây, đại dương và vùng đất. phổ của ánh sáng năng lượng mặt trời ở bề mặt của Trái Đất là chủ yếu lây lan qua nhìn thấy được và cận hồng ngoại phạm vi với một vai nhỏ trong các cận tử ngoại 
Bề mặt Trái Đất, biển và bầu không khí hấp thụ bức xạ mặt trời, và điều này làm tăng nhiệt độ của chúng. Không khí ấm có chứa nước bốc hơi từ các đại dương tăng lên, gây ra lưu thông khí quyển hoặc đối lưu. Khi không khí đạt đến một độ cao, nơi nhiệt độ thấp, hơi nước ngưng tụ thành mây, mưa lên trên bề mặt của Trái Đất, hoàn thành chu kỳ nước. [[Tiềm ẩn nhiệt ngưng tụ nước khuếch đại đối lưu, sản xuất các hiện tượng khí quyển như gió, cơn bão và chống cơn bão s. Ánh sáng mặt trời bị hấp thụ bởi các đại dương và các vùng đất giữ bề mặt ở nhiệt độ trung bình là 14°C. Bằng cách quang hợp cây xanh chuyển đổi năng lượng mặt trời vào năng lượng hóa học, trong đó sản xuất thực phẩm, gỗ và sinh khối từ nhiên liệu có nguồn gốc hóa thạch 
| Bức xạ lượng năng lượng mặt trời hằng năm và mức tiêu thụ năng lượng của con người |              |
| ---------------------------------------------------------------------------------- | ------------ |
| Mặt Trời                                                                           | 3,850,000 EJ |
| Gió                                                                                | 2,250 EJ     |
| Sinh khối                                                                          | 3,000 EJ     |
| Sử dụng năng lượng sơ cấp (2005)                                                   | 487 EJ       |
| Điện (2005)                                                                        | 56.7 EJ      |

Tổng số năng lượng mặt trời được hấp thụ bởi bầu khí quyển, đại dương của Trái Đất và vùng đất là khoảng 3.850.000 exajoules (EJ) mỗi năm  SMIL trích dẫn một thông lượng hấp thụ năng lượng mặt trời của 122 PW. Nhân con số này bằng số giây trong một năm sản lượng 3.850.000 EJ. Trong năm 2002, đây là năng lượng trong một giờ so với thế giới được sử dụng trong một năm. Quang chụp khoảng 3.000 EJ mỗi năm trong sinh khối  lượng năng lượng mặt trời đến bề mặt của. hành tinh là quá rộng lớn trong một năm là khoảng hai lần càng nhiều hơn bao giờ hết sẽ được thu được từ tất cả các nguồn tài nguyên không tái tạo của Trái Đất than, dầu, khí đốt tự nhiên, và uranium được khai thác kết hợp .
Năng lượng mặt trời có thể được khai thác ở mức độ khác nhau trên thế giới. Tùy thuộc vào vị trí địa lý gần gũi hơn với đường xích đạo "tiềm năng năng lượng mặt trời có sẵn.

## Các ứng dụng của công nghệ năng lượng mặt trời

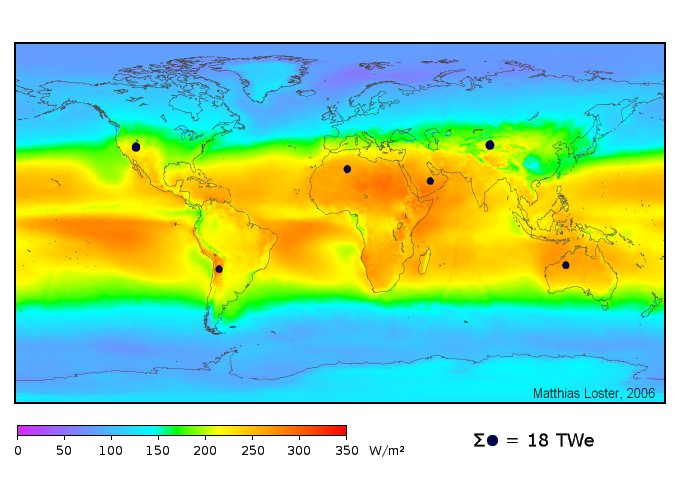
Năng lượng bức xạ bình quân cho thấy diện tích đất (chấm nhỏ màu đen) cần thiết để thay thế nguồn cung cấp năng lượng chủ yếu trên thế giới với điện năng lượng mặt trời. 18 TW là 568 Exajoule (EJ) mỗi năm. Sự phơi nắng cho hầu hết mọi người là 150-300 W/m² hoặc 3,5 đến 7,0 kWh/m²/ngày.

Năng lượng mặt trời chủ yếu đề cập đến việc sử dụng bức xạ mặt trời để kết thúc thực tế. Tuy nhiên, tất cả các nguồn năng lượng tái tạo, khác hơn so với địa nhiệt và thủy triều, lấy năng lượng từ mặt trời.
Công nghệ năng lượng mặt trời rộng rãi mô tả như là thụ động hoặc hoạt động tùy thuộc vào cách họ nắm bắt, chuyển đổi và phân phối ánh sáng mặt trời. Kỹ thuật hoạt động năng lượng mặt trời sử dụng các tấm quang điện, máy bơm để chuyển đổi ánh sáng mặt trời vào kết quả đầu ra hữu ích. Kỹ thuật thụ động năng lượng mặt trời bao gồm việc lựa chọn vật liệu có đặc tính thuận lợi nhiệt, thiết kế không gian tự nhiên lưu thông không khí và tham khảo các vị trí xây dựng một Mặt trời. Công nghệ năng lượng mặt trời hoạt động tăng nguồn cung cấp năng lượng và được coi là bên cung cấp công nghệ, trong khi các công nghệ năng lượng mặt trời thụ động làm giảm nhu cầu cho các nguồn lực khác và thường được xem là công nghệ phía cầu.

### Kiến trúc và quy hoạch đô thị

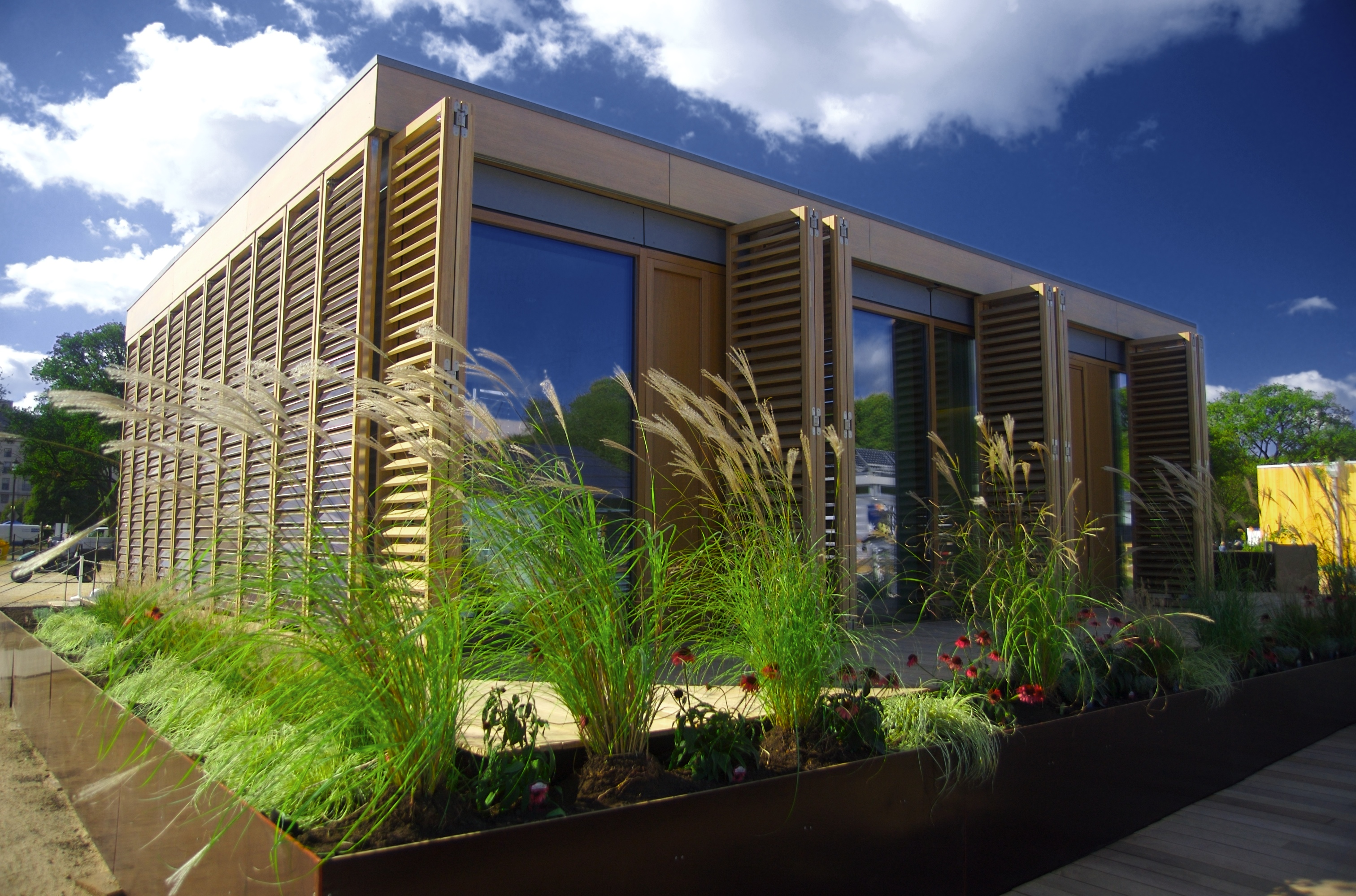
Đại học Công nghệ Darmstadt Đức đã giành được năm 2007 Solar Decathlon Washington, DC với nhà thụ động được thiết kế đặc biệt cho khí hậu cận nhiệt đới ẩm ướt và nóng

Ánh sáng mặt trời có ảnh hưởng đến thiết kế xây dựng từ đầu của lịch sử kiến trúc. Advanced năng lượng mặt trời kiến trúc và phương pháp quy hoạch đô thị lần đầu tiên được sử dụng bởi Hy Lạp và Trung Quốc, những người theo định hướng của tòa nhà phía nam để cung cấp ánh sáng và sự ấm áp.
Các tính năng phổ biến của kiến trúc năng lượng mặt trời thụ động là định hướng tương đối so với mặt trời, tỷ lệ nhỏ gọn (diện tích bề mặt thấp tỷ lệ khối lượng), che chọn lọc (nhô ra) và khối lượng nhiệt.  Khi các tính năng này phù hợp với khí hậu địa phương và môi trường, họ có thể sản xuất đủ ánh sáng không gian mà ở trong một phạm vi nhiệt độ thoải mái.  Megaron House của Socrates là một ví dụ cổ điển về thiết kế năng lượng mặt trời thụ động  gần đây nhất cách tiếp cận mô hình thiết kế máy tính sử dụng năng lượng mặt trời buộc với nhau chiếu sáng năng lượng mặt trời,. sưởi ấm và  thông gió hệ thống tích hợp [năng lượng mặt trời thiết kế gói  thiết bị năng lượng mặt trời hoạt động như máy bơm, quạt và cửa sổ chuyển đổi có thể bổ sung cho thiết kế thụ động và cải thiện hiệu năng hệ thống.
Ốc đảo nhiệt đô thị (UHI) là những khu vực đô thị với nhiệt độ cao hơn môi trường xung quanh. Nhiệt độ cao hơn là một kết quả hấp thụ của ánh sáng mặt trời bằng các vật liệu đô thị chẳng hạn như nhựa đường và bê tông, có thấp hơn albedo và cao hơn nhiệt năng hơn so với trong môi trường tự nhiên. Một phương pháp đơn giản chống lại các hiệu ứng UHI là sơn các tòa nhà và đường trắng và trồng cây. Sử dụng phương pháp này, một giả thuyết "mát mẻ cộng đồng" chương trình tại Los Angeles đã dự báo rằng nhiệt độ đô thị có thể được giảm khoảng 3 °C với chi phí ước tính 1 tỷ USD, đưa ra ước tính tổng lợi ích hàng năm của Mỹ 530 triệu USD từ giảm chi phí và điều hòa không khí tiết kiệm chăm sóc sức khỏe 

### Nông nghiệp và làm vườn
Nông nghiệp và vườn tìm cách tối ưu hóa ảnh chụp của năng lượng mặt trời để tối ưu hóa năng suất của cây trồng. Kỹ thuật chẳng hạn như chu kỳ trồng theo thời gian, định hướng thiết kế hàng, so le chiều cao giữa các hàng và sự pha trộn của giống cây trồng có thể cải thiện năng suất cây trồng. Trong khi ánh sáng mặt trời thường được xem là một nguồn tài nguyên phong phú, các trường hợp ngoại lệ làm nổi bật tầm quan trọng của năng lượng mặt trời để sản xuất nông nghiệp. Trong thời gian mùa phát triển ngắn của Little Ice Age, Pháp và Anh nông dân sử dụng các bức tường trái cây để tối đa hóa việc thu năng lượng mặt trời. Những bức tường này đã hành động như khối lượng nhiệt và tăng tốc quá trình chín bằng cách giữ các nhà máy ấm. Bức tường trái cây đầu tiên đã được xây dựng vuông góc với mặt đất và phải đối mặt với phía nam, nhưng theo thời gian, các bức tường dốc đã được phát triển để tận dụng tốt hơn của ánh sáng mặt trời. Năm 1699, Nicolas Fatio de Duillier thậm chí còn đề nghị sử dụng theo dõi cơ chế mà có thể trục theo mặt trời  Các ứng dụng của năng lượng mặt trời trong nông nghiệp sang một bên từ cây trồng đang phát triển bao gồm bơm nước, cây khô, ấp trứng gà và phân gà khô. Gần đây công nghệ đã được chấp nhận bởi vinters, người sử dụng năng lượng được tạo ra bởi các tấm pin mặt trời để ép nho điện 
Nhà kính chuyển đổi năng lượng ánh sáng mặt trời để làm nóng, cho phép sản xuất quanh năm và tăng trưởng (trong môi trường kèm theo) các loại cây trồng đặc sản và cây trồng khác không phù hợp tự nhiên với khí hậu địa phương. Nhà kính nguyên thủy lần đầu tiên được sử dụng trong thời La Mã để sản xuất dưa chuột quanh năm cho vị hoàng đế La Mã Tiberius  Các nhà kính hiện đại đầu tiên được xây dựng ở châu Âu trong thế kỷ 16 để giữ cho thực vật kỳ lạ mang về từ cuộc thám hiểm ở nước ngoài  Các nhà kính vẫn là một phần quan trọng của nghề làm vườn ngày nay, và vật liệu nhựa trong suốt cũng được sử dụng để tác dụng tương tự trong polytunnel và các bao gồm hàng.

### Chiếu sáng năng lượng mặt trời

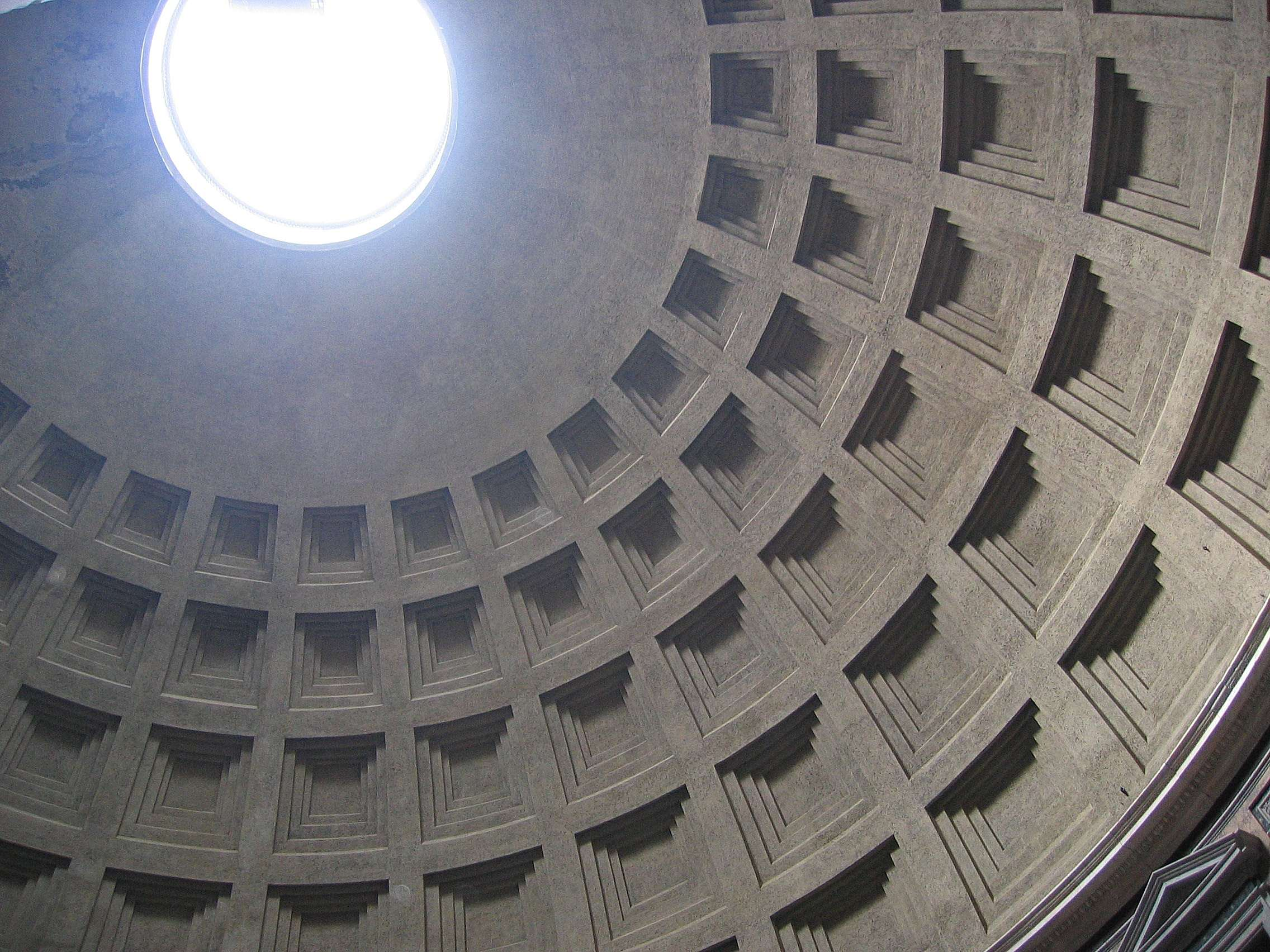
Daylighting các tính năng như này oculus ở đầu Pantheon, trong Rome, Ý đã được sử dụng từ thời cổ đại.

Lịch sử của ánh sáng là bị chi phối bởi việc sử dụng ánh sáng tự nhiên. Người La Mã được công nhận right với ánh sáng càng sớm càng thế kỷ thứ 6 và tiếng Anh pháp luật lặp lại những bản án này với các đạo luật theo toa của 1832 
 
Trong thế kỷ 20 chiếu sáng nhân tạo đã trở thành nguồn chiếu sáng nội thất, nhưng các kỹ thuật chiếu sáng bằng ánh sáng ban ngày và các giải pháp chiếu sáng năng lượng mặt trời lai là cách để giảm mức tiêu thụ năng lượng.
Daylighting hệ thống thu thập và phân phối ánh sáng mặt trời để cung cấp cho chiếu sáng nội thất. Công nghệ này thụ động trực tiếp hiệu số sử dụng năng lượng bằng cách thay thế ánh sáng nhân tạo và bù đắp năng lượng gián tiếp sử dụng năng lượng mặt trời không bằng cách giảm sự cần thiết phải điều hòa không khí  Mặc dù rất khó xác định, việc sử dụng của ánh sáng mặt trời [# Tác dụng trên sức khỏe con người ánh sáng tự nhiên cũng mang lại lợi ích sinh lý và tâm lý so với ánh sáng nhân tạo  thiết kế Daylighting ngụ ý lựa chọn cẩn thận các loại cửa sổ, kích thước và định hướng, các thiết bị che bên ngoài có thể được coi là tốt. Các tính năng cá nhân bao gồm mái răng cưa,  phần có ánh sáng cửa sổ, ánh sáng kệ, cửa sổ ở mái nhà và ống ánh sáng. Họ có thể được kết hợp thành những cấu trúc hiện có, nhưng hiệu quả nhất khi tích hợp vào một thiết kế xây dựng thiết kế năng lượng mặt trời gói tài khoản cho các yếu tố như chói, thông lượng nhiệt và thời gian sử dụng. Khi daylighting tính năng được thực hiện, họ có thể làm giảm nhu cầu năng lượng ánh sáng liên quan đến 25%. 
Chiếu sáng năng lượng mặt trời lai là một hoạt động năng lượng mặt trời phương pháp cung cấp chiếu sáng nội thất. HSL hệ thống thu thập ánh sáng mặt trời bằng cách sử dụng các gương tập trung theo dõi Mặt Trời và sử dụng quang s để truyền tải nó bên trong tòa nhà để bổ sung ánh sáng thông thường. Trong một câu chuyện ứng dụng các hệ thống này có thể truyền tải 50% của ánh sáng mặt trời trực tiếp nhận được 
Đèn năng lượng mặt trời có tính phí trong ngày và ánh sáng vào lúc hoàng hôn là một cảnh tượng phổ biến dọc theo lối đi 
Mặc dù ánh sáng ban ngày tiết kiệm thời gian quảng cáo là một cách để sử dụng ánh sáng mặt trời để tiết kiệm năng lượng, nghiên cứu gần đây đã được hạn chế và báo cáo kết quả trái ngược nhau: một số nghiên cứu báo cáo tiết kiệm, nhưng cũng giống như nhiều cho thấy không có hiệu lực hoặc thậm chí bị lỗ, đặc biệt là khi xăng tiêu thụ được đưa vào tài khoản. Sử dụng điện bị ảnh hưởng rất nhiều bởi khí hậu, địa lý và kinh tế, làm cho nó khó có thể khái quát từ các nghiên cứu đơn lẻ 

### Nhiệt mặt trời
Công nghệ nhiệt mặt trời có thể được sử dụng cho đun nước nóng, sưởi ấm không gian, làm mát không gian và quá trình sinh nhiệt.

#### Nước nóng

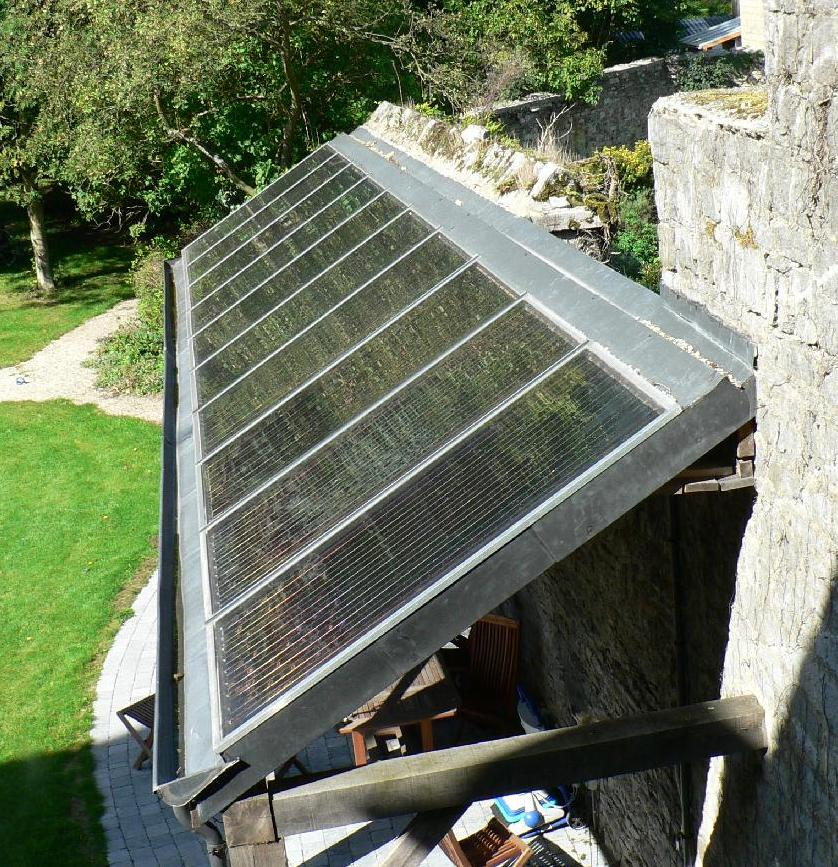
Năng lượng mặt trời đun nước nóng phải đối mặt với Mặt Trời để tối đa hóa được.

Hệ thống nước nóng năng lượng mặt trời sử dụng ánh sáng mặt trời để làm nóng nước. Trong vĩ độ địa lý thấp (dưới 40 độ) 60-70% sử dụng nước nóng với nhiệt độ lên đến 60 °C có thể được cung cấp bởi hệ thống sưởi ấm mặt trời. Các loại phổ biến nhất của máy nước nóng năng lượng mặt trời được sơ tán thu ống (44%) và thu gom tấm kính phẳng (34%) thường được sử dụng nước nóng trong nước; và các tấm thu không tráng nhựa (21%) sử dụng chủ yếu để làm nóng bể bơi.
Đến năm 2007, tổng công suất lắp đặt của các hệ thống nước nóng năng lượng mặt trời là khoảng 154 GW  Trung Quốc đi đầu thế giới trong việc triển khai của họ với 70 GW đã được cài đặt. năm 2006 và mục tiêu dài hạn của 210 GW vào năm 2020. Israel và Síp là các nhà lãnh đạo bình quân đầu người trong việc sử dụng các hệ thống nước nóng năng lượng mặt trời với hơn 90% hộ gia đình sử dụng chúng  Tại Hoa Kỳ, Canada và Úc làm nóng bể bơi là ứng dụng ưu thế của nước nóng năng lượng mặt trời với công suất lắp đặt 18 GW vào năm 2005 

#### Hệ thống sưởi ấm, làm mát và thông gió

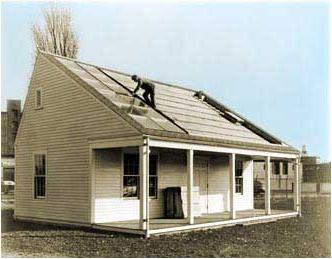
Ngôi nhà mặt trời # 1 của Viện Công nghệ Massachusetts tại Hoa Kỳ, được xây dựng vào năm 1939, sử dụng lưu trữ nhiệt theo mùa để sưởi ấm quanh năm.

Tại Hoa Kỳ, hệ thống sưởi ấm, thông gió và điều hòa không khí (HVAC) chiếm 30% (4,65 EJ) năng lượng được sử dụng trong các tòa nhà thương mại và gần 50% (10,1 EJ) năng lượng sử dụng trong các tòa nhà dân cư. Công nghệ sưởi ấm, làm mát và thông gió năng lượng mặt trời có thể được sử dụng để bù đắp một phần năng lượng này.
Nhiệt khối là vật liệu bất kỳ có thể được sử dụng để lưu trữ nhiệt nóng từ Mặt trời trong trường hợp của năng lượng mặt trời. Các vật liệu nhiệt khối phổ biến bao gồm đá, xi măng và nước. Chúng đã được sử dụng trong lịch sử ở vùng khí hậu khô hạn và khu vực ôn đới ấm để giữ mát các tòa nhà bằng cách hấp thụ năng lượng mặt trời vào ban ngày và bức xạ nhiệt đã lưu trữ để không khí mát vào ban đêm. Tuy nhiên, chúng cũng có thể được sử dụng trong khu vực ôn đới lạnh để duy trì sự ấm áp. Kích thước và vị trí của nhiệt khối phụ thuộc vào nhiều yếu tố như điều kiện khí hậu, chiếu sáng bằng ánh sáng ngày và bóng râm. Khi kết hợp đúng cách, nhiệt khối duy trì nhiệt độ không gian trong một phạm vi thoải mái và làm giảm sự cần thiết để sưởi ấm phụ trợ và thiết bị làm mát.
Một ống khói năng lượng mặt trời (hoặc ống khói nhiệt, trong bối cảnh này) là một hệ thống thông gió năng lượng mặt trời thụ động bao gồm một trục thẳng đứng kết nối nội thất và ngoại thất của một tòa nhà. Do sự nóng lên của ống khói, không khí bên trong được đun nóng gây ra một updraft kéo không khí thông qua tòa nhà. Hiệu suất có thể được cải thiện bằng cách sử dụng kính và vật liệu nhiệt khối  theo cách bắt chước nhà kính.
Rụng lá cây và thực vật đã được phát huy như một phương tiện để kiểm soát năng lượng mặt trời sưởi ấm và làm mát. Khi trồng ở phía nam của một tòa nhà, lá của chúng cung cấp bóng mát trong mùa hè, trong khi các cành trụi lá cho phép ánh sáng đi trong mùa đông. Kể từ trần, cây trụi lá tạo bóng râm 1/3 đến 1/2 của bức xạ mặt trời, có một sự cân bằng giữa lợi ích của bóng mát mùa hè và mất mát tương ứng của sưởi ấm mùa đông. Trong khí hậu với tải làm nóng đáng kể, cây rụng lá không nên được trồng ở phía nam của một tòa nhà bởi vì chúng sẽ can thiệp với tính có sẵn năng lượng mặt trời mùa đông. Tuy nhiên, chúng có thể được sử dụng ở phía đông và phía tây để cung cấp một mức độ bóng mát mùa hè mà không làm ảnh hưởng đến tăng năng lượng mặt trời mùa đông.

#### Xử lý nước

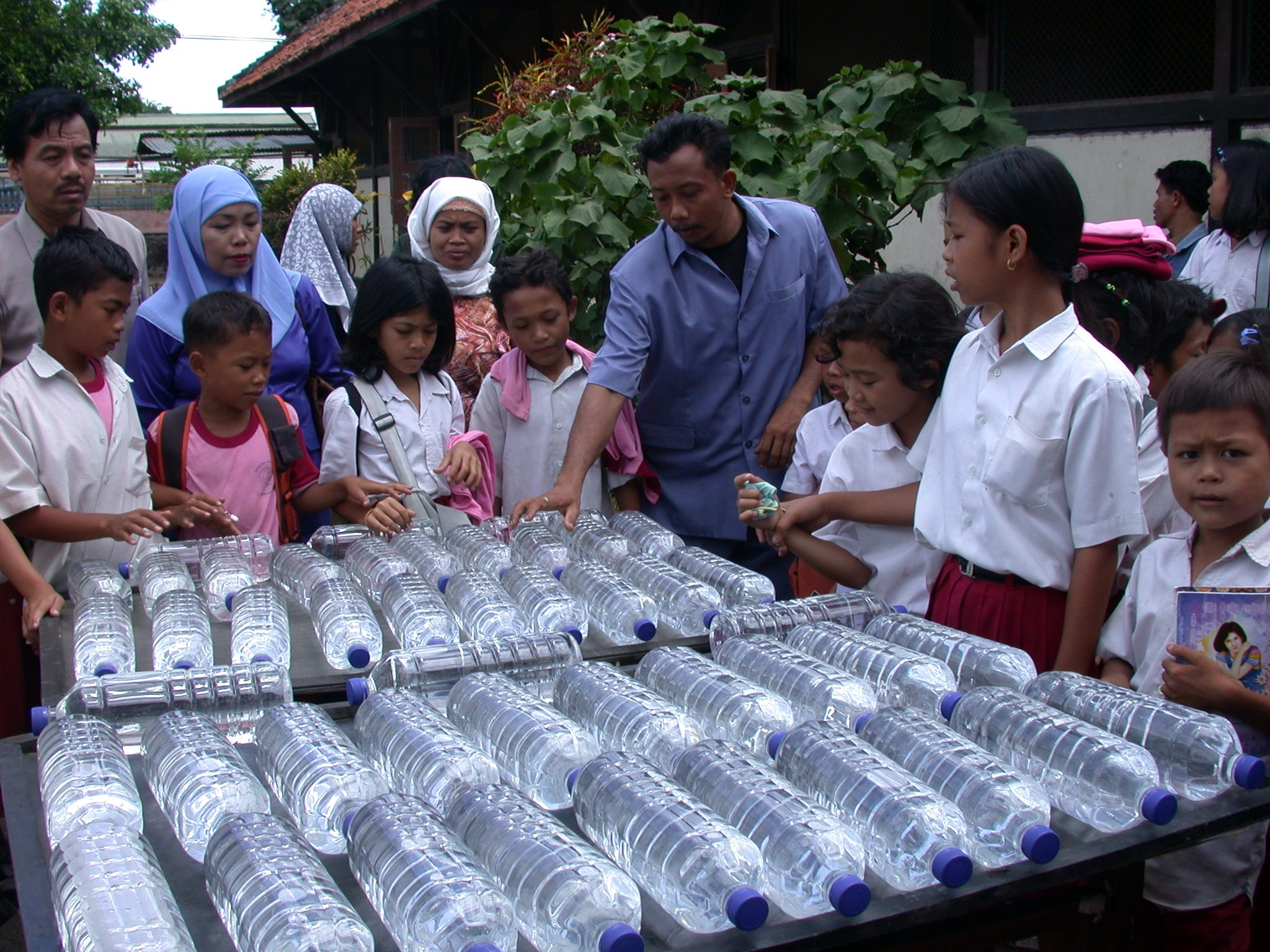
Khử trùng nước năng lượng mặt trời tại Indonesia.

Chưng cất năng lượng mặt trời có thể được sử dụng để làm cho mặn hoặc nước lợ uống được. Ví dụ đầu tiên trong số này là bởi nhà giả kim thuật thế kỷ XVI Ả Rập. dự án chưng cất năng lượng mặt trời quy mô lớn lần đầu tiên được xây dựng vào năm 1872 tại thị trấn khai thác mỏ Las Salinas của Chile Nhà máy, trong đó có khu vực thu năng lượng mặt trời 4.700 m², có thể sản xuất lên đến 22.700L mỗi ngày và hoạt động 40 năm. Các thiết kế chưng cất cụ thể bao gồm dốc đơn, dốc đôi (hay kiểu nhà kính), thẳng đứng, hình nón, hấp thụ ngược, bấc nhiều, và nhiều ảnh hưởng. Các still này có thể hoạt động trong chế độ thụ động, tích cực, hoặc lai. Still dốc đôi là kinh tế nhất cho các công dụng gia đình phi tập trung, trong khi các đơn vị đa ảnh hưởng tích cực phù hợp hơn cho các ứng dụng quy mô lớn.
Khử trùng nước năng lượng mặt trời (SODIS) liên quan đến việc phơi sáng các chai nhựa polyethylene terephthalate (PET) đổ đầy nước dưới ánh sáng mặt trời trong vài giờ. Thời gian phơi sáng khác nhau tùy thuộc vào thời tiết và khí hậu từ tối thiểu là sáu giờ đến hai ngày trong điều kiện hoàn toàn u ám  Đó là khuyến cáo của Tổ chức Y tế Thế giới như là một phương pháp khả thi cho xử lý nước hộ gia đình và lưu trữ an toàn. Hơn hai triệu người ở các nước đang phát triển sử dụng phương pháp này đối với nước uống hàng ngày của họ 
Năng lượng mặt trời có thể được sử dụng trong một ao nước ổn định để điều trị nước thải mà không có hóa chất hoặc điện. Một lợi thế môi trường thêm rằng tảo phát triển trong ao như vậy và tiêu thụ carbon dioxide trong quang hợp, mặc dù tảo có thể sản xuất hóa chất độc hại làm cho các nước không sử dụng được 

#### Nấu ăn

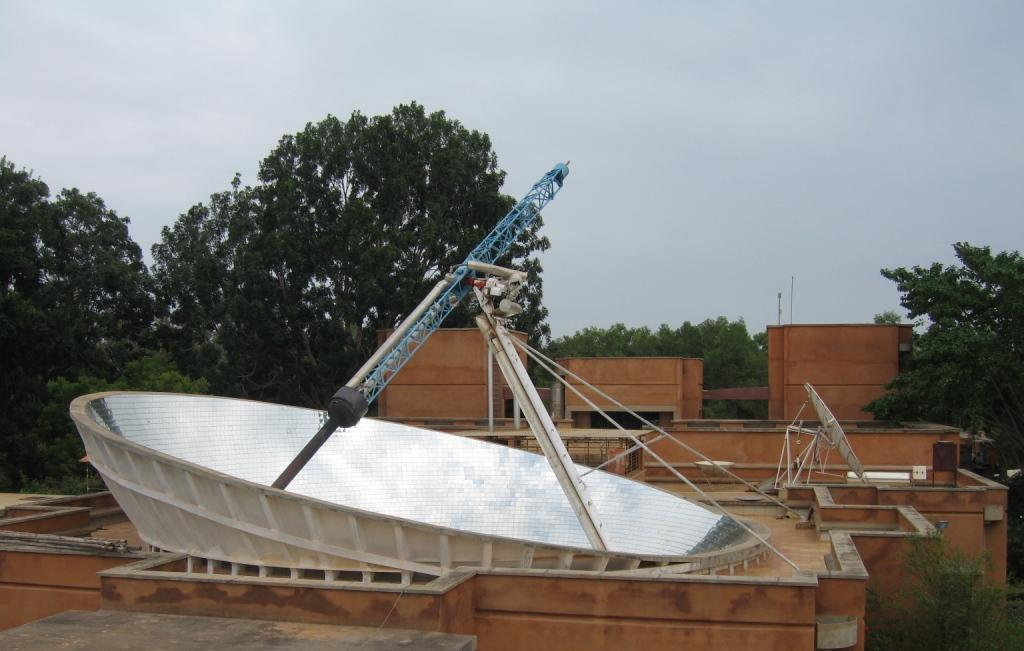
Bát năng lượng mặt trời tại Auroville, Ấn Độ, tập trung ánh sáng mặt trời trên một bộ thu lưu động để sản xuất hơi cho nấu ăn.

Bếp năng lượng mặt trời sử dụng ánh sáng mặt trời để nấu nướng, làm khô và khử trùng. Chúng có thể được nhóm lại thành ba loại lớn: bếp hộp, bếp tấm và bếp phản xạ. Bếp năng lượng mặt trời đơn giản nhất là bếp hộp đầu tiên được xây dựng bởi Horace de Saussure vào năm 1767. Bếp hộp cơ bản bao gồm một thùng cách nhiệt có nắp đậy trong suốt. Nó có thể được sử dụng hiệu quả với bầu trời u ám một phần và thường sẽ đạt đến nhiệt độ 90-150 °C. Bếp tấm sử dụng một tấm phản chiếu ánh sáng mặt trời trực tiếp vào một thùng chứa cách nhiệt và đạt đến nhiệt độ so sánh với bếp hộp. Bếp phản xạ sử dụng các hình học khác nhau tập trung (đĩa, máng, gương Fresnel) để tập trung ánh sáng vào một bộ chứa nấu ăn. Các bếp này đạt đến nhiệt độ 315 °C và cao hơn nhưng yêu cầu ánh sáng trực tiếp để hoạt động đúng và phải được thay đổi vị trí để theo dõi Mặt trời 
Bát năng lượng mặt trời là một công nghệ tập trung sử dụng các bếp năng lượng mặt trời tại Auroville, Pondicherry, Ấn Độ, nơi mà một bộ phản xạ tĩnh hình cầu tập trung ánh sáng dọc theo đường thẳng vuông góc nội thất các của hình cầu bề mặt, và một hệ thống điều khiển máy tính di chuyển bộ nhận để giao nhau đường này. Hơi nước được sản xuất trong bộ nhận ở nhiệt độ đạt 150 °C và sau đó được sử dụng cho quá trình nhiệt trong nhà bếp.
Một bộ phản xạ được phát triển bởi Wolfgang Scheffler vào năm 1986 được sử dụng nhiều trong nhà bếp năng lượng mặt trời. Bộ phản xạ Scheffler là các đĩa parabol linh hoạt kết hợp các khía cạnh của đáy và các bộ tập trung tháp năng lượng. theo dõi cực được sử dụng để theo dõi quá trình hàng ngày của mặt trời và độ cong của phản xạ được điều chỉnh cho các thay đổi theo mùa trong góc tới của ánh sáng mặt trời. Những bộ phản xạ này có thể đạt được nhiệt độ 450-650 °C và có một điểm tiêu cự cố định, đơn giản hoá việc nấu ăn. Hệ thống bộ phản xạ Scheffler lớn nhất thế giới tại Abu Road, Rajasthan, Ấn Độ có khả năng nấu tới 35.000 suất ăn mỗi ngày. Trong năm 2008, hơn 2,000 lò nấu Scheffler lớn đã được xây dựng trên toàn thế giới.

#### Nhiệt quy trình
Công nghệ năng lượng mặt trời tập trung như đĩa parabol, máng và bộ phản xạ Scheffler có thể cung cấp nhiệt quá trình cho các ứng dụng thương mại và công nghiệp. Hệ thống thương mại đầu tiên là Dự án Năng lượng Tổng số Mặt trời (STEP) ở Shenandoah, Georgia, Mỹ, một khu vực của 114 đĩa parabol cung cấp 50% của các quá trình làm nóng, điều hòa không khí và yêu cầu điện cho một nhà máy sản xuất quần áo. Hệ thống này đồng phát kết nối lưới điện cung cấp 400 kW điện cộng với năng lượng nhiệt dưới dạng hơi nước 401 kW và 468 kW nước lạnh, và có một tải trọng lưu trữ cao điểm một giờ nhiệt 
Ao bay hơi là các ao cạn tập trung chất rắn hòa tan thông qua bay hơi. Việc sử dụng các ao bốc hơi để có được muối từ nước biển là một trong những ứng dụng lâu đời nhất của năng lượng mặt trời. Sử dụng hiện đại bao gồm các giải pháp ngâm nước muối tập trung được sử dụng trong khai thác mỏ ngấm và loại bỏ các chất rắn hòa tan từ các dòng thải.
Các dòng quần áo, các clotheshorse, và giá đỡ quần áo làm khô quần áo thông qua bay hơi gió và ánh sáng mặt trời mà không có điện hoặc khí tiêu thụ. Tại một số bang của Hoa Kỳ pháp luật bảo vệ "quyền khô" quần áo.
Thu không tráng men lộ (UTC) đục tường phải đối mặt với ánh nắng mặt trời được sử dụng để sấy sơ bộ không khí thông gió. UTCs có thể làm tăng nhiệt độ không khí đến lên đến 22 °C và cung cấp nhiệt độ cửa hàng của 45-60 °C. thời gian hoàn vốn ngắn người thu gom lộ (3 đến 12 năm) làm cho họ một giải pháp thay thế hiệu quả chi phí hơn so với các hệ thống thu thập bằng kính Đến năm 2003, hơn 80 hệ thống kết hợp với một khu vực thu đạt 35.000 m² đã được cài đặt trên toàn thế giới, bao gồm 860 m² thu tại Costa Rica được sử dụng để làm khô hạt cà phê và 1.300 m² thu tại Coimbatore, Ấn Độ được sử dụng để làm khô cúc vạn thọ

### Điện mặt trời

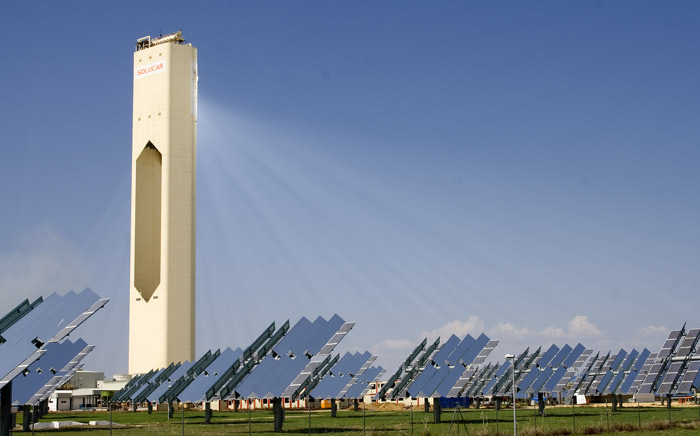
Các PS10 tập trung ánh sáng mặt trời từ cánh đồng heliostats trên một tháp trung tâm.

Điện mặt trời là việc chuyển đổi ánh sáng mặt trời thành điện, hoặc trực tiếp bằng cách sử dụng quang điện (PV), hoặc gián tiếp bằng cách sử dụng điện mặt trời tập trung (CSP). Hệ thống CSP sử dụng ống kính, gương và các hệ thống theo dõi để tập trung một khu vực rộng lớn của ánh sáng mặt trời vào một chùm nhỏ. PV chuyển đổi ánh sáng thành dòng điện bằng cách sử dụng hiệu ứng quang điện.
Các nhà máy CSP thương mại được phát triển đầu tiên vào những năm 1980, và lắp đặt CSP SEGS 354 MW là nhà máy điện mặt trời lớn nhất trên thế giới và nằm ở sa mạc Mojave của California. Các nhà máy CSP lớn khác bao gồm Nhà máy điện mặt trời Solnova (150 MW) và Nhà máy điện mặt trời Andasol (100 MW), cả hai ở Tây Ban Nha. Số 97 MW Nhà máy quang điện Sarnia Canada là nhà máy quang điện lớn nhất thế giới.

#### Điện mặt trời tập trung
Các hệ thống điện mặt trời tập trung (CSP) sử dụng ống kính, gương và các hệ thống theo dõi để tập trung một khu vực rộng lớn của ánh sáng mặt trời vào một chùm nhỏ. Nhiệt tập trung sau đó được sử dụng như một nguồn năng lượng cho một nhà máy điện thông thường. Một loạt các công nghệ tập trung tồn tại, phát triển nhất là máng parabol tập trung phản xạ tuyến tính Fresnel, đĩa Stirling và các tháp điện mặt trời. Kỹ thuật khác nhau được sử dụng để theo dõi Mặt trời và tập trung ánh sáng. Trong tất cả các hệ thống này một chất lỏng làm việc được làm nóng bởi ánh sáng mặt trời tập trung, và sau đó được sử dụng để phát điện hoặc lưu trữ năng lượng.

#### Pin quang điện

Tấm pin năng lượng mặt trời

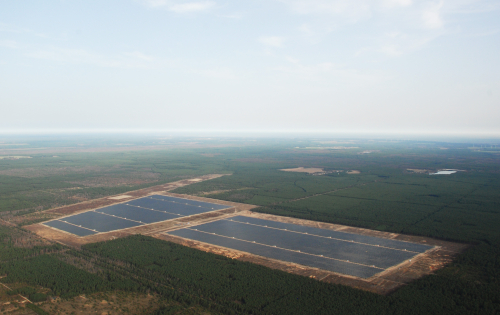
Công viên quang điện Lieberose 71,8 MW tại Đức

Pin mặt trời, hay tế bào quang điện (PV), tế bào năng lượng mặt trời là một thiết bị chuyển đổi ánh sáng thành dòng điện bằng cách sử dụng hiệu ứng quang điện. Các tế bào năng lượng mặt trời đầu tiên được xây dựng bởi Charles Fritts trong những năm 1880. Năm 1931, một kỹ sư người Đức, tiến sĩ Bruno Lange, phát triển một tế bào hình ảnh bằng cách sử dụng selenide bạc ở vị trí của oxit đồng. Mặc dù tế bào selenium nguyên mẫu chuyển đổi ít hơn 1% ánh sáng tới thành điện năng, cả hai Ernst Werner von Siemens và [[James Clerk Maxwell đều nhận ra tầm quan trọng của phát hiện này. Sau công trình của Russell Ohl trong những năm 1940, các nhà nghiên cứu Gerald Pearson, Calvin Fuller và Daryl Chapin tạo ra tế bào năng lượng mặt trời silicon vào năm 1954. Những tế bào năng lượng mặt trời ban đầu có giá 286 USD mỗi watt và đạt hiệu suất 4,5-6%.

### Hóa học năng lượng mặt trời
Quá trình hóa học năng lượng mặt trời sử dụng năng lượng mặt trời để dẫn dắt phản ứng hóa học. Các quá trình này đã bù đắp năng lượng mà nếu không sẽ phải đến từ nguồn nhiên liệu hóa thạch và cũng có thể chuyển đổi năng lượng mặt trời thành nhiên liệu thỏa mãn điều kiện lưu trữ và vận chuyển. Năng lượng mặt trời gây ra các phản ứng hóa học có thể được chia thành nhiệt hóa hoặc quang hóa  Một loạt nhiên liệu có thể được sản xuất bởi quang hợp nhân tạo  Xúc tác hóa học đa điện tử liên quan trong việc đưa ra các nhiên liệu carbon (như methanol) từ giảm lượng khí carbon dioxide là một thách thức, một sự thay thế khả thi là hydrogen sản xuất từ proton, mặc dù sử dụng nước như là nguồn gốc của các điện tử (như các nhà máy) đòi hỏi phải làm chủ quá trình oxy hóa đa điện tử của hai phân tử nước oxy phân tử. Một số người dự kiến làm việc nhà máy nhiên liệu năng lượng mặt trời tại các khu vực đô thị ven biển vào năm 2050 - tách nước biển cung cấp hydro để được chạy qua các nhà máy điện dùng tế bào nhiên liệu lân cận và nước tinh khiết được sản ra sẽ đi trực tiếp vào hệ thống nước đô thị..
Công nghệ sản xuất Hydrogen là một khu vực quan trọng của nghiên cứu hóa học năng lượng mặt trời từ những năm 1970. Ngoài điện phân điều khiển bởi các tế bào quang điện hoặc tế bào hóa nhiệt, quy trình nhiệt hóa cũng đã được khám phá. Một cách như vậy sử dụng các bộ tập trung để phân tách nước thành oxy và hydro ở nhiệt độ cao (2300-2.600 °C). Cách tiếp cận khác sử dụng nhiệt từ các bộ tập trung năng lượng mặt trời để lái xe tái tạo hơi khí tự nhiên do đó làm tăng tổng sản lượng hydro so với phương pháp tái tạo thông thường. Chu kỳ nhiệt hóa đặc trưng bởi sự phân hủy và tái sinh của chất phản ứng trình bày một con đường khác để sản xuất hydro. Quá trình Solzinc được phát triển tại Viện Khoa học Weizmann sử dụng một lò năng lượng mặt trời 1 MW để phân hủy oxide kẽm (ZnO) ở nhiệt độ trên 1200 °C. Phản ứng này ban đầu sản xuất kẽm tinh khiết, sau đó có thể phản ứng với nước để sản xuất hydro 
Công nghệ Sunshine to Petrol (S2P) của Sandia sử dụng nhiệt độ cao tạo ra bằng cách tập trung ánh sáng mặt trời cùng với một chất xúc tác zirconia/ferrite để phá vỡ dioxide carbon trong khí quyển thành oxy và carbon monoxide (CO). Khí carbon monoxide sau đó có thể được sử dụng để tổng hợp các nhiên liệu thông thường chẳng hạn như methanol, xăng và nhiên liệu phản lực 
Một thiết bị quang điện hóa là một loại pin, trong đó các dung dịch tế bào (hoặc tương đương) tạo ra các sản phẩm hóa học trung gian giàu năng lượng khi được chiếu sáng. Những sản phẩm hóa học trung gian giàu năng lượng có khả năng có thể được lưu trữ và sau đó phản ứng tại điện cực để tạo ra một điện thế. Tế bào hóa học ferric-thionine là một ví dụ của công nghệ này.
Tế bào điện hóa hay các PEC bao gồm một chất bán dẫn, thường là titanium dioxide hoặc các titanate có liên quan, đắm mình trong điện phân. Khi chất bán dẫn được chiếu sáng một điện thế được phát triển. Có hai loại tế bào điện hóa: tế bào quang điện chuyển đổi ánh sáng thành điện và các tế bào quang sử dụng ánh sáng để điều khiển các phản ứng hóa học như phản ứng điện phân 
Một tế bào kết hợp nhiệt/quang hóa cũng đã được đề xuất. Quá trình Stanford PETE sử dụng năng lượng nhiệt mặt trời để tăng nhiệt độ của một kim loại nhiệt khoảng 800C để tăng tốc độ sản xuất của điện lực để điện giải CO2 trong khí quyển thành carbon hoặc carbon monoxide sau đó chúng có thể được sử dụng để sản xuất nhiên liệu, và nhiệt dư cũng có thể được sử dụng.

### Xe năng lượng mặt trời

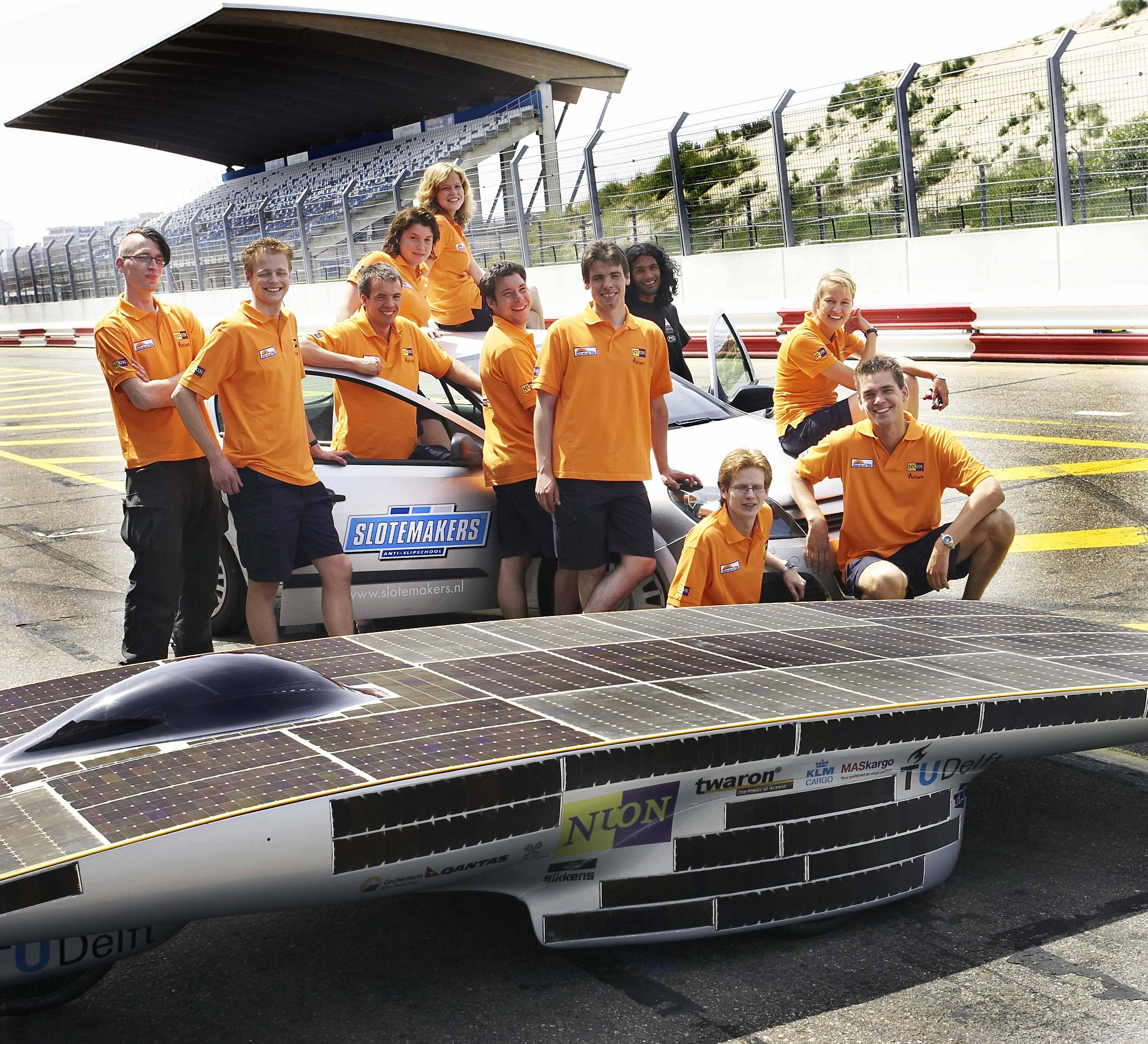
Úc tổ chức Thách thức Mặt trời Thế giới nơi mà những chiếc xe năng lượng mặt trời như xe đua Nuna3 thông qua một cuộc đua 3021 km từ Darwin tới Adelaide.

Phát triển của một chiếc xe sử dụng năng lượng mặt trời đã được một mục tiêu kỹ thuật từ những năm 1980. Thách thức Mặt trời Thế giới là một cuộc đua xe năng lượng mặt trời định kỳ sáu tháng, nơi các đội từ các trường đại học và doanh nghiệp đua tài trên đoạn đường 3.021 kilômét (1.877 mi) qua trung tâm nước Úc từ Darwin Adelaide. Năm 1987, khi nó được thành lập, tốc độ trung bình của người chiến thắng là 67 kilômét trên giờ (42 mph) vào năm 2007 tốc độ trung bình của người chiến thắng đã được cải thiện đến 90,87 kilômét trên giờ (56,46 mph) 
Thách thức Mặt trời Bắc Mỹ và Thách thức Mặt trời Nam Phi là các cuộc thi so tài phản ánh sự quan tâm quốc tế về kỹ thuật và phát triển xe năng lượng mặt trời.
Một số xe sử dụng các tấm pin mặt trời năng lượng phụ trợ, chẳng hạn như cho điều hòa không khí, để giữ cho nội thất mát mẻ, do đó giảm nhiên liệu 
Năm 1975, thuyền năng lượng mặt trời thực tế đầu tiên được xây dựng ở Anh  Năm 1995, tàu thuyền chở khách kết hợp các tấm PV bắt đầu xuất hiện và được sử dụng rộng rãi. Năm 1996, Kenichi Horie thực hiện chuyến vượt biển năng lượng mặt trời đầu tiên qua Thái Bình Dương, và chiếc bè "sun21" thực hiện chuyến vượt biển năng lượng mặt trời đầu tiên qua Đại Tây Dương trong mùa đông 2006-2007. Có các kế hoạch đi vòng quanh thế giới trong năm 2010 

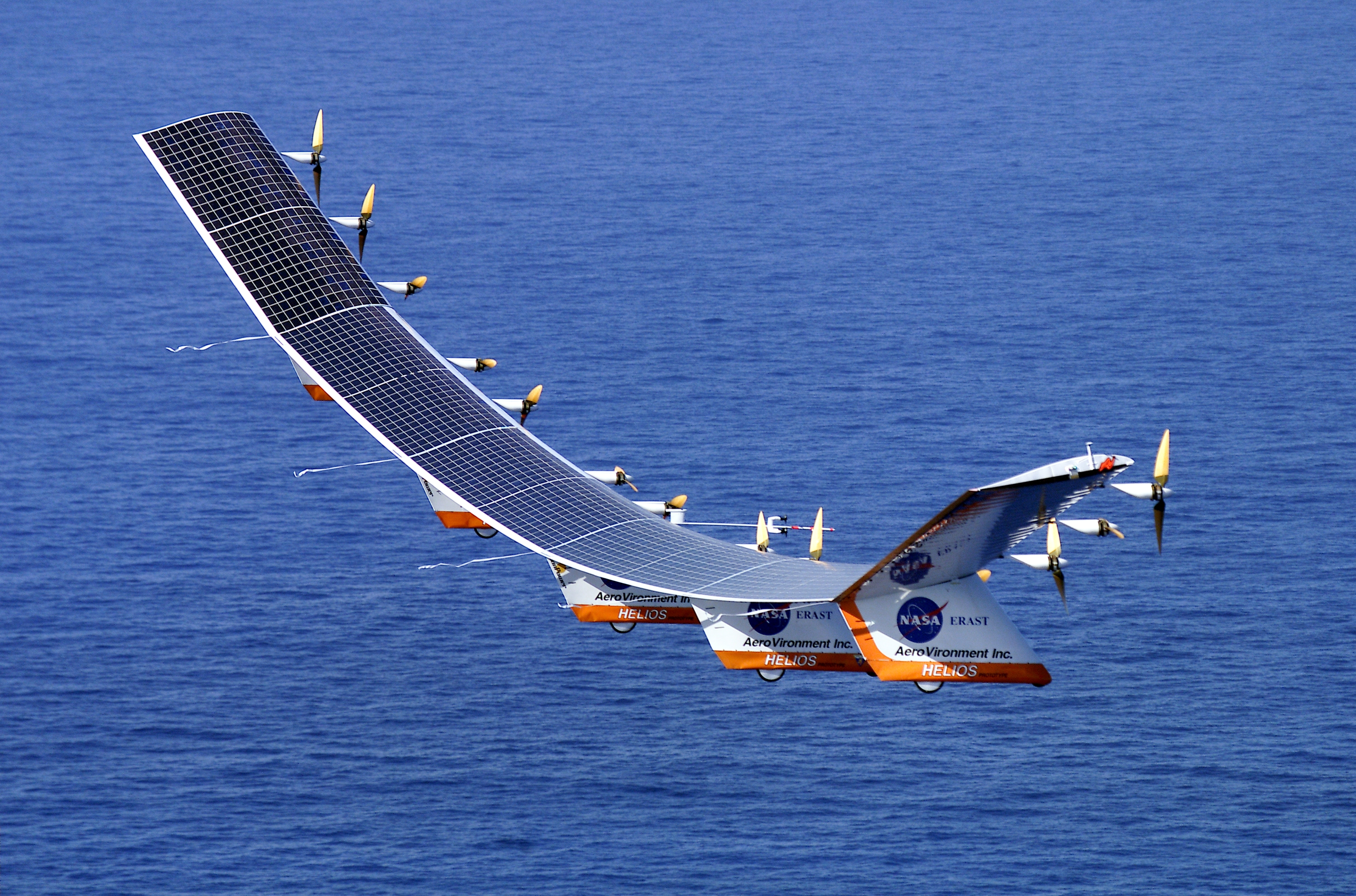
Helios UAV trong chuyến bay sử dụng năng lượng mặt trời

Năm 1974, các máy bay không người lái AstroFlight Sunrise thực hiện chuyến bay năng lượng mặt trời đầu tiên. Ngày 29 tháng tư 1979, Solar Riser thực hiện chuyến bay đầu tiên bằng năng lượng mặt trời, hoàn toàn được kiểm soát, máy bay mang theo con người, đạt độ cao 40 foot (12 m). Năm 1980, Gossamer Penguin thực hiện các chuyến bay thử nghiệm đầu tiên chỉ sử dụng pin quang điện. Điều này đã được nhanh chóng theo sau bởi Solar Challenger vượt qua eo biển Anh trong tháng 7 năm 1981. Năm 1990 Eric Scott Raymond trong 21 bước nhảy đã bay từ California đến Bắc Carolina bằng cách sử dụng năng lượng mặt trời. Sự phát triển sau đó quay trở lại với phương tiện bay không người lái (UAV) Pathfinder (1997) và các thiết kế tiếp theo, mà đỉnh cao là Helios đã thiết lập kỷ lục độ cao cho một máy bay không được đẩy bằng tên lửa tại 29.524 mét (96.864 ft) năm 2001  Các Zephyr, phát triển bởi BAE Systems là thứ mới nhất trong dòng máy bay năng lượng mặt trời phá kỷ lục, thực hiện chuyến bay 54 giờ trong năm 2007, chuyến bay kéo dài hàng tháng được hình dung vào năm 2010.
Một bóng bay năng lượng mặt trời là một quả bóng màu đen được làm đầy với không khí thông thường. Khi ánh sáng mặt trời tỏa sáng trên khinh khí cầu, không khí bên trong được làm nóng và giãn nở gây lực nổi lên, giống như bóng không khí nóng được làm nóng nhân tạo. Một số bóng bay năng lượng mặt trời là đủ lớn cho chuyến bay của con người, nhưng việc sử dụng thường bị hạn chế vào thị trường đồ chơi do tỉ lệ diện tích bề mặt trên tải trọng tương đối cao 
Các buồm năng lượng mặt trời là một hình thức được đề xuất của động cơ đẩy tàu vũ trụ sử dụng gương màng lớn để khai thác áp suất bức xạ từ mặt trời. Không giống như tên lửa, cánh buồm năng lượng mặt trời không cần nhiên liệu. Mặc dù lực đẩy là nhỏ so với tên lửa, nó vẫn tiếp tục miễn là mặt trời chiếu vào cánh buồm triển khai và trong chân không tốc độ không gian đáng kể cuối cùng có thể đạt được 
Khí cầu độ cao lớn (HAA) là một phương tiện vận tải nhẹ hơn không khí, không người lái, thời gian dài, sử dụng khí helium để nâng, và tế bào năng lượng mặt trời lớp mỏng làm động lực. Cục phòng chống tên lửa Bộ Quốc phòng Hoa Kỳ đã ký hợp đồng với Lockheed Martin xây dựng nó để tăng cường Hệ thống phòng chống tên lửa đạn đạo (BMDS)  
Các khí cầu có một số lợi thế cho chuyến bay năng lượng mặt trời: chúng không yêu cầu động lực để duy trì độ cao, và vỏ của khí cầu phơi bày một khu vực rộng lớn cho mặt trời.

## Phương pháp lưu trữ năng lượng
Năng lượng mặt trời vào ban đêm, và lưu trữ năng lượng là một vấn đề quan trọng bởi vì các hệ thống năng lượng hiện đại thường giả định sẵn có liên tục của năng lượng.
Hệ thống nhiệt khối có thể lưu trữ năng lượng mặt trời dưới dạng nhiệt ở nhiệt độ trong nước hữu ích cho mỗi ngày hoặc mùa thời. Hệ thống lưu trữ nhiệt thường sử dụng vật liệu sẵn có với năng lực nhiệt đặc trưng cao như đất, nước và đá. Hệ thống được thiết kế tốt có thể hạ thấp nhu cầu cao điểm, thay đổi thời gian sử dụng về các giờ ngoài giờ cao điểm và giảm các yêu cầu sưởi ấm và làm mát tổng thể 
Các vật liệu thay đổi pha như sáp paraffin và Muối Glauber là một phương tiện lưu trữ nhiệt khác. Những vật liệu này rẻ tiền, sẵn có, và có thể cung cấp nhiệt độ trong nhà hữu ích (khoảng 64 °C). "Ngôi nhà Dover" (tại Dover, Massachusetts) là ngôi nhà đầu tiên sử dụng một hệ thống sưởi ấm muối Glauber, vào năm 1948.
Năng lượng mặt trời có thể được lưu trữ ở nhiệt độ cao bằng cách sử dụng muối nóng chảy. Muối là một phương tiện lưu trữ có hiệu quả bởi vì chúng có chi phí thấp, có nhiệt dung riêng cao và có thể cung cấp nhiệt ở nhiệt độ tương thích với các hệ thống điện thông thường. Solar Two sử dụng phương pháp lưu trữ năng lượng này, cho phép nó lưu trữ 1,44 TJ trong bể chứa 68 m³ của nó với một hiệu quả lưu trữ hàng năm khoảng 99%.
Các hệ thống PV không nối lưới có truyền thống sử dụng pin sạc được để lưu trữ điện dư thừa. Với các hệ thống nối lưới, điện dư thừa có thể được gửi đến lưới truyền tải, trong khi điện lưới tiêu chuẩn có thể được sử dụng để đáp ứng thiếu hụt. Các chương trình Đo đếm điện trong mạng cung cấp cho hộ gia đình một tín dụng cho bất kỳ điện năng nào mà họ cung cấp cho lưới điện. Điều này thường được xử lý một cách hợp pháp bằng cách "lăn trở lại" đồng hồ đếm điện bất cứ khi nào ngôi nhà sản xuất điện nhiều hơn so với tiêu thụ. Nếu việc sử dụng điện lưới là dưới số không, công ty tiện ích được yêu cầu phải trả tiền cho thêm theo tỷ lệ tương tự như họ tính phí người tiêu dùng. 
 
Phương pháp tiếp cận pháp lý khác liên quan đến việc sử dụng hai đồng hồ đếm điện, để đếm điện tiêu thụ so với điện được sản xuất. Điều này ít phổ biến hơn do chi phí lắp đặt tăng lên của đồng hồ thứ hai.
Thủy điện tích năng lưu trữ năng lượng trong các hình thức của nước bơm khi năng lượng có sẵn từ một hồ chứa độ cao thấp lên độ cao cao hơn. Năng lượng bị thu hồi khi nhu cầu cao bằng cách xả nước để chạy thông qua một máy phát điện thủy điện 

## Phát triển, triển khai và kinh tế
Bắt đầu với việc tăng sử dụng than đi kèm với Cách mạng công nghiệp, tiêu thụ năng lượng đã dần dần chuyển từ gỗ và sinh khối về nhiên liệu hóa thạch. Sự phát triển sớm của các công nghệ năng lượng mặt trời bắt đầu vào những năm 1860 được thúc đẩy bởi một kỳ vọng rằng than sẽ sớm trở nên khan hiếm. Tuy nhiên, phát triển các công nghệ năng lượng mặt trời trì trệ trong những năm đầu thế kỷ XX khi đối mặt với sự sẵn có ngày càng tăng, tính kinh tế, và sự tiện dụng của than và dầu mỏ 
Lệnh cấm vận dầu 1973 và cuộc khủng hoảng năng lượng 1979 gây ra sự tổ chức lại chính sách năng lượng trên toàn thế giới và mang lại sự chú ý đổi mới để phát triển công nghệ năng lượng mặt trời. chiến lược triển khai tập trung vào các chương trình khuyến khích, chẳng hạn như Chương trình Sử dụng quang điện liên bang ở Mỹ và Chương trình Sunshine tại Nhật Bản. Những nỗ lực khác bao gồm việc hình thành các cơ sở nghiên cứu ở Mỹ (SERI, NREL), Nhật Bản (NEDO), và Đức (Viện các hệ thống năng lượng mặt trời Fraunhofer ISE).
Máy nước nóng năng lượng mặt trời thương mại bắt đầu xuất hiện tại Hoa Kỳ trong những năm 1890. Các hệ thống này được tăng cường sử dụng cho đến khi những năm 1920 nhưng đã dần dần bị thay thế bằng nhiên liệu sưởi ấm rẻ hơn và đáng tin cậy hơn. Như với quang điện, nước nóng năng lượng mặt trời thu hút sự chú ý gia tăng như một kết quả của các cuộc khủng hoảng dầu mỏ vào những năm 1970 nhưng lãi suất giảm xuống trong những năm 1980 do giá xăng dầu giảm. Phát triển trong lĩnh vực nước nóng năng lượng mặt trời tiến triển đều đặn trong suốt những năm 1990 và tỷ lệ tăng trưởng trung bình 20% mỗi năm kể từ năm 1999. Mặc dù thường bị đánh giá thấp, đun nước nóng và làm mát năng lượng mặt trời đến nay là công nghệ năng lượng mặt trời được triển khai rộng rãi nhất với công suất ước tính khoảng 154 GW năm 2007 
ngày nay, với tiến bộ trong việc chế tạo các module quang điện, những tấm năng lượng mặt trời với chất lượng tốt đã được sản xuất khá nhiều, hiệu suất cao, phục vụ đa dạng cho các nhu cầu sinh hoạt của con người, các tấm năng lượng mặt trời này đa dạng về hiệu năng (12-24v), công suất. Xu hướng sử dụng năng lượng mặt trời đang ngày càng rõ rệt và đo sẽ là xu thế của thời đại mới.

## Ứng dụng điện mặt trời tại Việt Nam
Tại Việt Nam theo EVN tính tới ngày 30/5/2019 đã có 47 dự án điện mặt trời với tổng công suất lắp máy 2.300 MW được đấu nối vào lưới điện quốc gia .
Năm 2019 hiện có 8 nhà máy sản xuất pin năng lượng mặt trời đã và đang xây dựng tại Việt Nam.

## Tiêu chuẩn ISO
Tổ chức Tiêu chuẩn Quốc tế đã thành lập một số các tiêu chuẩn liên quan đến các thiết bị năng lượng mặt trời. Ví dụ, tiêu chuẩn ISO 9050 liên quan đến kính xây dựng trong khi ISO 10217 liên quan đến các vật liệu được sử dụng trong các máy nước nóng năng lượng mặt trời.